# Березин, Николай Андрианович
Николай Андрианович Березин (1869—?) — русский военный  деятель, полковник  (1915). Герой Первой мировой войны.

## Биография
В 1892 году после окончания физико-математического факультета Императорского Санкт-Петербургского университета с дипломом I степени вступил в службу.
В 1893 году после окончания курса на офицерский чин при Николаевском кавалерийском училище  произведён в корнеты гвардии выпущен в Драгунский лейб-гвардии полк. В 1897 году произведён в поручики гвардии,  в 1901 году  в штабс-ротмистры гвардии, в 1905 году в ротмистры гвардии.
С 1914 года участник Первой мировой войны, командир эскадрона Драгунского лейб-гвардии полка. В 1915 году произведён в полковники. С 1917 года врио командира Драгунского лейб-гвардии полка.
Высочайшим приказом от 24 января 1917 года за храбрость награждён Георгиевским оружием :
Лейб-гвардии Драгунского полка Николаю Березину за то, что 10-го июля 1915 года в бою у с. Забалотцы, будучи в чине ротмистра, во время спешенных эскадронов, под сильнейшим ружейным огнём и тяжёлой артиллерии, заметил тяжёлое положение своих пулемётов, у которых почти вся прислуга была перебита, по собственной инициативе повернул свой эскадрон, повёл его вперёд, занял прежние свои окопы и, и несмотря на тяжёлые полученные им поранения, распоряжался своим эскадроном, удержался на этой позиции, благодаря чему дал возможность отойти пулемётам и другим эскадронам полка

## Награды
- Орден Святой Анны 3-й степени (ВП 1906)
- Орден Святого Станислава 2-й степени с мечами (1911; ВП 07.08.1915)
- Орден Святой Анны 2-й степени с мечами (ВП 03.02.1914; Мечи — ВП 26.10.1914[2])
- Орден Святого Владимира 4-й степени с мечами и бантом (ВП 18.02.1915[3])
- Высочайшее благоволение (ВП 19.04.1916)
- Георгиевское оружие (ВП 24.01.1917)